# Tanjung Payang
Tanjung Payang is een bestuurslaag in het regentschap Lahat van de provincie Zuid-Sumatra, Indonesië. Tanjung Payang telt 2494 inwoners (volkstelling 2010).